# ブッシュマスターACR
ブッシュマスター ACR（英: Bushmaster Adaptive Combat Rifle, 略称：ACR）は、アメリカ合衆国メイン州のブッシュマスター社（Bushmaster）が製造、販売するアサルトライフル。銃のカスタムパーツを製造していたアメリカ合衆国コロラド州のマグプル社が2007年のフロリダ・ショットショーでMASADA（Masada Adaptive Combat Weapon System。また、MASADAはイスラエルのマサダ要塞に由来する）として発表した。
後にAR-15系のコピーモデルの製造で知られるブッシュマスター社がプロトタイプの製造・販売・今後の開発を行う権利を取得し、ACRとして販売することが決定していたが、更にレミントン社も参入し、ACRの軍用モデルを開発、販売する権利を取得した。

## 概要

### 仕様
ACRは、デザインこそ平凡だが、既存の様々な銃の良い部分、即ち充分にタイムプルーフされた「枯れた技術」を効果的に組み合わせている。
- AR-18の作動方式（ガスピストン）
- FN SCARと同様のアッパーレシーバー、ストック、チャージングハンドル位置
- H&K G36またはXM8と同様のポリマーフレーム構造
- H&K G3のトリガーパック
- M16のファイアコントロールユニットとバレル（ガスバイパスパイプとバレルの配置）

が取り入れられている。また、セレクターレバーやマガジンキャッチなどは全てアンビデクストラス（左右兼用）とし、チャージングハンドルもMASADAでは片側に突き出たハンドルをパーツの組み換えで交換する方式だったが、ACRでは両方にハンドルが付き、パーツ組み換えを必要とせず、完全に左右どちらの手でも操作することが可能となった。
また、アッパーレシーバー、ロワーレシーバーとトリガーグループ、ボルトやストライカーを含むガスブロック、バレルとガスバイパスパイプ、ハンドガード、ストックといった各パーツをモジュール化する事で、長銃身に固定ストックを付けた中距離狙撃仕様や、短銃身にフォールディングストックとレールシステム付きハンドガードによる近代アサルトカービン仕様、更には5.56x45mm NATO弾仕様（マガジンはM16と同じ規格）から7.62x39mm弾仕様（AK-47のマガジンと互換性を持つ）への変更など、様々な用途・口径に対応する事が可能となっている。特に銃身はクイックチェンジシステムの採用により、ほぼワンタッチといって良い程容易に交換が行える。
他のアメリカ軍次期主力小銃候補の多くがそうであるように、MASADAもM16の問題点の1つであった作動信頼性にも重点を置いており、「強い衝撃」「泥につける」「塩につける」「凍らせる」「砂塵に埋める」などの過酷な環境に置いた上で射撃を行うというテストを行い、基準値をクリアしている。

### 使用弾薬
口径は、最も標準的な5.56x45mm NATO弾、新型弾薬として注目を浴びていた6.8×43mm SPC、AK-47で使われている7.62x39mm弾にも対応している。基本的にはマグプル社標準のプラスチック製マガジンが用意されているが、M16並びにAK-47で使われているマガジンもそのまま使えるようになっている。しかし、ブッシュマスター並びにレミントンにライセンスが移ったACR以降は、5.56mm NATOと6.8mm SPCのみに対応弾薬が減らされている。これらはバレルとロアレシーバーのユニット交換で対応する事が可能であり、特に5.56mm NATOと6.8mm SPCはマガジンも共有可能であるため、バレルのみの交換で変更できる。

### 各部位
ACRはまた、モジュール化して多様な用途や口径の変更を容易にしたという特色を持つ。
- バレルはプロトタイプのMASADA（5.56mm仕様）において、10.5インチ、12.5インチ、14.5インチ、16インチ、18インチの5種類が存在していた。
- ハンドガードは、当初ピカティニー・レールを側面と下部に直接取り付けるH&K G36と同じ方式だったが、後のACRでは最初からレールと一体化した剛性の高いハンドガードが採用された（上部レールはアッパーレシーバーの延長）。
- ストックは3種類存在し、FN SCARのようにチークピースの高低と全長の長短を調節可能なフォールディング・マルチアジャスタブルストック、チークピース調節のみで折り畳むことのできない三角形の肉抜き穴の空いたAフレーム・カービンストック、更に、H&K PSG1に似た形状の狙撃用PRSストックが用意されている。

## マグプルからブッシュマスター、レミントンへ
2007年のショット・ショーにおける最初の発表から暫く、MASADAのアナウンスはほとんど聞かれなかった。他のメーカーであれば、事実上完成品と呼んでも差し支えない、実射可能なプロトタイプを完成させている状態ともなれば、大口の契約を取り付けるために軍や警察へ熱烈なアピールをするのが常であるが、その後もアメリカ各地で行われたショットショーにおいてもMASADAは先述したプロトタイプをブースに飾るのみであった。
これは、性能が不足していたというより、FN SCARやH&K HK416といった似たようなコンセプトを持ちながら、より実績のあるメーカーが製造したライフルが既に存在していたこと、これらと同じくアメリカ軍の次期主力小銃候補として設計されたため、軍が購買の意欲を見せなかった事などが原因といわれる。
こうした理由により、2009年1月下旬、マグプル社はブッシュマスター社に各種ライセンスを売却する。更に同じサーベラス・キャピタル・マネジメント傘下であるレミントン社が加わった。これ以降、フルオートマチック射撃の可能な軍用のセレクティブ・ファイア・モデルをレミントンが、民生用でセミオートマチックのみのモデルをブッシュマスターが担当する事が決まり、マグプル社は共同開発という形で関わっていく事になる。
2010年1月、ブッシュマスター社は2010年ショットショーに向け、自社サイトにて公式発表を行った。それによると、まず最初に販売される仕様はベーシック・モデルとエンハンスド・モデルの2種で、ベーシック・モデル（ACR SS）はM16A2タイプのバードケイジ・フラッシュハイダーとMASADAタイプのプレーンなハンドガード、Aフレーム・ストック。エンハンスド・モデル（ACR FR）はAAC社製ブラックアウト・フラッシュハイダーに3面レール付きハンドガード、MASADAタイプのフォールディング・ストックのユニット装備となっている。使用弾薬は暫定的に5.56x45mm NATO弾と6.8×43mm SPCとし、マグプル社製MBUSフリップアップ・アイアンサイトと16.5インチのバレルを共通としている。
余談だが、メーカーが軍用（レミントン）と民生用（ブッシュマスター）と分かれているためか文章によって表記が異なっている（ただし、傾向としてはレミントンACRか単にACRと表記されているようである）。

## 遊戯銃
中国のA&K社がプロトタイプであるMASADAとほぼ同様のモデルをエアソフトガン（電動エアガン）として販売しており、日本でも規制に対応した物が入手可能である。このエアソフトガンは本家MASADAの開発中の写真をもとに製造されたため、最終版本家MASADAとはチャージングハンドルの位置が異なる。
2010年、マグプル社の訓練用装備開発部門でもあるマグプル PTS社より電動エアガン版MASADA ACRが発売された。その年の夏には日本国内にも輸入され、ASGKの認定を受け販売。実銃の運用訓練にも使用され、パーツ、オプション類も一部実物・実素材が使われている。また、実銃同様アッパーレシーバーに1丁ずつ異なるシリアルナンバーが刻印されている。
これにより「類似品」と位置付けられてしまう筈だったA&K社のMASADAは、このマグプル PTS版MASADAの販売に先駆け、同社よりライセンスを取得。在庫を回収し、新たに「A&K/Magpul PTS Sportsline MASADA」としてシリアルナンバーを割り振り、ライセンス商品として販売する事をマグプル PTS社に約束した。マグプル社は「市場は十分広い」と発言している。
2015年7月29日、KSCよりマグプル社オフィシャルライセンスモデルとしてガスガンが販売された。

## 登場作品

### 映画
『S.W.A.T.: Firefight』
主人公のポール・カトラーがメインアームとして使用。
『トランスフォーマー/ダークサイド・ムーン』
レノックスやその他のNEST隊員が使用する。

### 漫画・アニメ
『緋弾のアリアAA』
火野ライカが使用。
『ヨルムンガンド』
物語中盤から弾薬を統一する目的でココの部隊の制式銃となる。劇中ではレミントンACRではなくマグプルのMASADAと表記されている。

### ゲーム
『Crysis 2』
「Grendel」という名で6.8×43mm SPC弾のものが登場。
『HOME FRONT』
『MASSIVE ACTION GAME』
DLC第4弾において「M31 CIR」の名称で追加された。
『Paperman』
ドットサイト付きで登場。
『ウォッチドッグス』
『ゴーストリコンフューチャーソルジャー』
『コール オブ デューティシリーズ』
『CoD:MW2』
TF141のメインアームの1つとして軍用のレミントンACRが登場。本来登場の予定はなかったが、レミントン社からの熱烈なマーケティングによって急遽登場が決定したことが2023年に経営破綻したレミントン社の社内文書にて判明している。
『CoD:MW3』
主人公らデルタフォースが使用する。
『CoD:MWIII』
「MCW」の名で登場。

『サドンアタック』
色はデザートカラーになっている。
『バトルフィールドシリーズ』
『BF3』
DLC「Close Quarters」にて、「ACW-R」の名称で実装。ハンドガードの短さが特徴。
『BF4』
全兵科共通のカービンライフルとして『BF3』同様に「ACW-R」の名称で登場。
『BFH』

『BulletForce』
「ACR」の名称で登場。